# إضافة كربونيل
إضافة الكربونيل أو الكًرْبلة هو تفاعل كيميائي يتضمّن إضافة أحادي أكسيد الكربون إلى ركائز العضوية واللاعضوية. إن أحادي أكسيد الكربون من المركبات المتوافرة والفعالة، لذلك فإن تفاعل إضافة الكربونيل واسع نطاق الاستخدام في الكيمياء الصناعية.

## الكيمياء العضوية
إن العديد من المركبات الكيميائية كثية الاستخدام يجري تحضيرها باستعمال تفاعل إضافة الكربونيل، والذي يمكن أن يكون انتقائياً بشكل كبير. بالنسبة للمركبات العضوية فإن التفاعل يسهم في إضافة مجموعة الكربونيل بحيث نحصل على مركبات مثل الألدهيدات والأحماض الكربوكسيلية والاسترات.

يرتكز على تفاعل إضافة الكربونيل نوعين أساسيين من التفاعلات وهما  تفاعل أوكسو وكيمياء ريبّة

### تفاعل أوكسو
يتضمّن تفاعل أوكسو إضافة كل من أحادي أكسيد الكربون والهيدروجين إلى مركبات عضوية غير مشبعة مثل الألكينات ليعطي الألدهيدات الموافقة.
RCH=CH2 + H2 + CO → RCH2CH2CHO
يتطلّب التفاعل وجود حفّاز فلزي يربط كل من CO وH2 والألكين باستخدام كرة التناسق الخاصة به.

### كيمياء ريبّة
وهي فرع من الكيمياء التي تتضمن إضافة أحادي أكسيد الكربون ومانح هيدروجيني حمضي إلى ركازات عضوية. سمّي هذا النوع من التفاعلات نسبةً إلى الكيميائي الألماني فالتر ريبه. إحدى التطبيقات الصناعية واسعة النطاق لهذا النوع من التفاعلات هي عملية مونساتو وعملية كاتيفا واللتان تحولان الميثانول إلى حمض الخليك. يحضَر بلاماء حمض الخليك من تفاعل إضافة كربونيل مقارب وذلك لخلات الميثيل.  في تفاعلات إضافة الكربونيل الهيدروجينية hydrocarboxylation وتفاعلات إضافة الإستر الهيدروجينية hydroesterification تكون الألكينات والألكاينات هي الركائز. تستعمل هذه التفاعلات في الصناعة لتحضير حمض البروبانويك من الإيثيلين بوجود حفاز فلزّي يقوم بربط وتنشيط أحادي أكسيد الكربونيل. 
RCH=CH2 + H2O + CO → CH3CH2CO2H
في مثال صناعيّ آخر، أثناء عملية تحضير الإيبوبروفين فإن كحولا بنزيلياً يحوّل إلى الحمض الكربوكسيلي الموافق بتفاعل إضافة كربونيل محفّز بالبالاديوم. 
ArCH(CH3)OH + CO → ArCH(CH3)CO2H

## تفاعلات أخرى
يتضمّن تفاعل كوخ إضافة CO إلى مركبات عضوية غير مشبعة بوجود أحماض قوية مثل حمض الكبريتيك. إن هذه الطريقة قليلة الاستخدام في الصناعة مقارنة مع التفاعلات المحفّزة فلزّياً الموصوفة أعلاه. رغم ذلك، فإن حمض الغليكوليك يحضّر بتلك الطريقة.

CH2O + CO + H2O → HOCH2CO2H
كما أن تحوّل الإيزوبوتيلين إلى حمض البيفاليك يجري بطريقة مماثلة:
(CH3)2C=CH2 + H2O + CO → (CH3)3CCO2H
في تفاعلات أخرى غير متعلقة بتفاعل طوخ، يجري إضافة أحادي أكسيد الكربون إلى ثنائي ميثيل الكربونات وثنائي ميثيل الأكسالات وذلك بوجود مؤكسدات ملائمة. 
2 CH3OH + 1/2 O2 + CO → (CH3O)2CO + H2O

## الكيمياء اللاعضوية
في الكيمياء اللاعضوية يتمثّل تفاعل إضافة الكربونيل بتشكيل الكربونيلات الفلزية، وهي مركبات لها الصيغة العامة M(CO)xLy، حيث تشير M إلى الفلز وL إلى الربيطة، وذلك بإضافة الكربونيل CO إلى الفلزات الانتقالية.
فعلى سبيل المثال، يتفاعل مسحوق الحديد أو النيكل بشكل مباشر مع CO ليعطيا خماسي كربونيل الحديد Fe(CO)5 ورباعي كربونيل النيكل Ni(CO)4 على الترتيب. في حين أن تشكّل كربونيلات باقي الفلزلت الانتقالية الأخرى غالباً ما يكون بشكل غير مباشر، أي من الأكاسيد أو الهاليدات. تستعمل الكربونيلات الفلزية غالباً كحفازات لتفاعلات أوكسو وكيمياء ريبّة الموصوفة أعلاه. 